# Little Tot
"Little Tot" är en låt framförd av Dotter i Melodifestivalen 2021. Låten som deltog i den andra deltävlingen, gick direkt vidare till final. Väl i finalen slutade Little Tot på fjärde plats.
Låten är skriven av artisten själv och Dino Medanhodzic.